# Bohuslavice (Vysočina)
Bohuslavice é uma comuna checa localizada na região de Vysočina, distrito de Jihlava.